# Pénestin
Pénestin (en bretó Pennestin) és un municipi francès, situat a la regió de Bretanya, al departament d'Ar Mor-Bihan. L'any 2006 tenia 1.777 habitants.

## Demografia
| 1962                                       | 1968  | 1975  | 1982  | 1990  | 1999  |
| ------------------------------------------ | ----- | ----- | ----- | ----- | ----- |
| 1.031                                      | 1.078 | 1.192 | 1.299 | 1.394 | 1.527 |
| Des de 1962: població sense dobles comptes |       |       |       |       |       |

## Administració
| Període | Identitat            | Partit |
| ------- | -------------------- | ------ |
| 2001-   | Jean-Claude Baudrais |        |

## Personatges il·lustres
- Lucien Petit-Breton, ciclista, enterrat a Pénestin i que dona el nom al pavelló municipal